# Anica Zubović
Anica Zubović (Zagreb, 28. ožujka 1932. - ), je hrvatska pjevačica zabavne glazbe starije generacije. Bila je poznata po brojnim nastupima na Opatijskom, Splitskom i Zagrebačkom festivalu.

## Životopis
Još kao mala pohađala je zagrebačku glazbenu školu Pavao Markovac. Kao pjevačica klasične glazbe - mezzosopran počela je pjevati u operetama, tako da je dobila stipendiju za glazbeno usavršavanje u Beogradu. Potom je dobila stipendiju za daljnje pjevačko usavršavanje u Beču. Međutim Anica nije otišla u Beč; ostala je u Zagrebu sa svojom tadašnjom ljubavi, studentom medicine Ðorđem Dimitrijevićem, za kojeg se i udala 1954. godine. (rastala se 1959.). Tim događajima je karijera pjevačice ozbiljne glazbe za Anicu postala nemoguća, pa se ona okrenula laganoj glazbi.
Počela je s obradama međimurskih narodnih pjesmama (Rožica sam bila). Pjevala je i dalmatinske narodne pjesme, ponekad u duetu s tada poznatom Vilmom Isler. 
U svijet zabavne glazbe lansirao ju je Nikica Kalogjera, koji ju je nagovorio da za Radio Zagreb snimi njegovu obradu pjesme - Negdje u dalekom svijetu (temu iz western filma Crvene podvezice), ta pjesma postala je veliki radio hit pedesetih godina. Zatim je snimila za istu kuću, prepjev talijanskog hita Poput bršljana (s festivala u Sanremu, 1958.). To je Anicu izbacilo u prvu ligu pjevačica tadašnje Jugoslavije, - tako da je pozvana da sudjeluje na prvom Opatijskom festivalu 1958.
Dvije pjesme koja je Anica Zubović  otpjevala na tom festivalu;  Okrećem listove kalendara i Plavi lan bile su vrlo lijepo primljene od strane publike i još više glazbenih kritičara, koji su cijenili njen školovan glas i profinjenost interpretacije. 
Od tada je Anica Zubović redoviti gost većine tadašnjih jugoslavenskih festivala; Opatijskog, Splitskog, Zagrebačkog, Beogradskog, Krapinskog i brojnih putujućih. 
Svojim snažnim vokalom otpjevala je mnoge zahtjevne skladbe koje su u ono doba festivalske ere obilježile brojne festivale poput "Okrećem listove kalendara", "More, more", "Kad jednom odeš" s Opatijskog festivala, "Žuti cvijet" sa Zagrebačkog festivala ili "Crne marame" sa Splitskog festivala. 
1959. godine, Anica se preselila (s drugim mužem i sinom) iz Zagreba u Beograd. Od tada je njena karijera počela posustajati, tako da je već krajem šezdesetih bila praktično izvan očiju šire publike. Nakon smrti svog trećeg supruga 1981. vratila se u Zagreb, i pjevala u Zboru Radio Zagreba, sve do svog umirovljenja. 
Danas Anica Zubović živi u Domu za starije osobe na Trešnjevci (Trg Slavoljuba Penkale 1) u Zagrebu.

## Diskografija
Samostalne ploče:
- Bršljan (10", Album)  PGP RTB 1962.
- Nikad neće proći leto (7", EP)  PGP RTB 1966.
- Srećan put (7", EP)  Jugoton 1967.
- Budi moja zadnja ljubav (7", EP)  PGP RTB 1968.
- Igra / Sedamnaest mu je godina (7", Single)  Beograd Disk 1971.

Kompilacije:
- Opatija 59 (I. Ploča) (10") Stih U Pijesku Jugoton 1959.
- Festival zabavne muzike Opatija 60 (LP) Predosećanje Jugoton 1960
- Opatija 61 (LP) Tišina Bez Suza PGP RTB 1961.
- Pesma Leta 67 (10") Budi moja zadnja ljubav PGP RTB 1967.
- Šlageri 60-tih 3 (CD) Deo tebe, Pada sneg PGP RTS 2000.
- Šlageri 60-tih 4 (CD) Ljubavna pesma PGP RTS 2000.
- Kronologija - 20 izvornih snimaka 2002.
- Zlatna kolekcija 2015.

## Vanjske poveznice
- O Anici Zubović na portalu Barikada
- Anica Zubović/Marko Novosel pjevaju - Maškare na youtubeu
- O Anici Zubović na portalu Matice Hrvatske  Arhivirana inačica izvorne stranice od 3. listopada 2009. (Wayback Machine)